# James H. Wilkinson
James Hardy Wilkinson (Strood, Kent, Inglaterra, 27 de septiembre de 1919 - Teddington, Middlesex, Inglaterra, 5 de octubre de 1986) realizó una contribución excepcional a la informática por su trabajo sobre el análisis numérico. 

## Sus inicios en los métodos numéricos
Fue educado en la Escuela de Matemáticas de Joseph Williamson (en Rochester) y el Colegio de la Santísima Trinidad de Cambridge, donde a la edad de 16 años, ganó una beca en matemáticas.
En 1940 ingresó al Ministerio de Economía en el área de suministros, a cargo del departamento de investigación de armamento en el Laboratorio matemático en Cambridge. Durante la Segunda Guerra Mundial se lo trasladó en 1943 a la Fortaleza Halstead donde él estuvo implicado en la solución de problemas cotidianos en la balística y la termodinámica de explosivos por técnicas clásicas matemáticas y por métodos numéricos.

## Sus trabajos en el Laboratorio Nacional de Física del Reino Unido
Después de la guerra él unió el NPL para emprender el trabajo que posteriormente condujo al reconocimiento mundial y la aclamación.
Él jugó una parte clave en el desarrollo del ordenador AS, el primero en ser construido en Inglaterra, entonces concentró su trabajo en el uso de ordenadores para solucionar problemas científicos, desarrollando los métodos numéricos necesarios para la tarea. En esta investigación, Wilkinson inventó un nuevo tipo de análisis basado en una filosofía diferente.

## Regreso para el análisis del error
En la tentativa de encontrar una solución numérica a un problema matemático, él se encontró con que la solución no era del problema original, pero si muy cerca del mismo. Por ello Wilkinson trabajó entonces regresando con la solución al problema inicial.
Él publicó sobre los Errores en Procesos Algebraicos y el Problema de Valor propio Algebraico, ambos trabajos en común. Él también desarrolló el software matemático en lenguaje de alto nivel, conocido como el Fortran. Después de su retiro de NPL, fue designado profesor en el departamento de ciencias de informática aplicada en la Universidad de Stanford, California.

## Sus últimos años
Wilkinson, a pesar de muchos honores concedidos sobre él, y las grandes ganancias que obtuvo nunca adoptó un modo de vivir ostentoso. Siempre se trasladaba en bicicleta, y en muchas reuniones internacionales sus numerosos admiradores extranjeros estuvieron sorprendidos de verlo llegar sobre dos ruedas. Fue uno de los grandes aportantes sobre informática y un genio incansable hasta sus últimos días de vida.
Recibió el Premio Turing en 1970 «por su investigación en análisis numérico, facilitando el uso del computador digital de alta velocidad, habiendo recibido gran reconocimiento por su trabajo en álgebra lineal y el análisis de errores».